# 2-й Каховський провулок (Житомир)
2-й Каховський провулок — провулок в Богунському районі міста Житомира.

## Характеристики
Розташований на Мальованці. Бере початок з 3-го Каховського провулка. Завершується у 1-му Каховському провулку. Протяжність — 250 м.

## Історія
Виник у 1950-х роках. До кінця 1960-х років забудова провулка переважно сформувалася.